# Peter O'Malley
Peter O'Malley (Bathurst, New South Wales, 23 juni 1965) is een golfprofessional uit Australië.

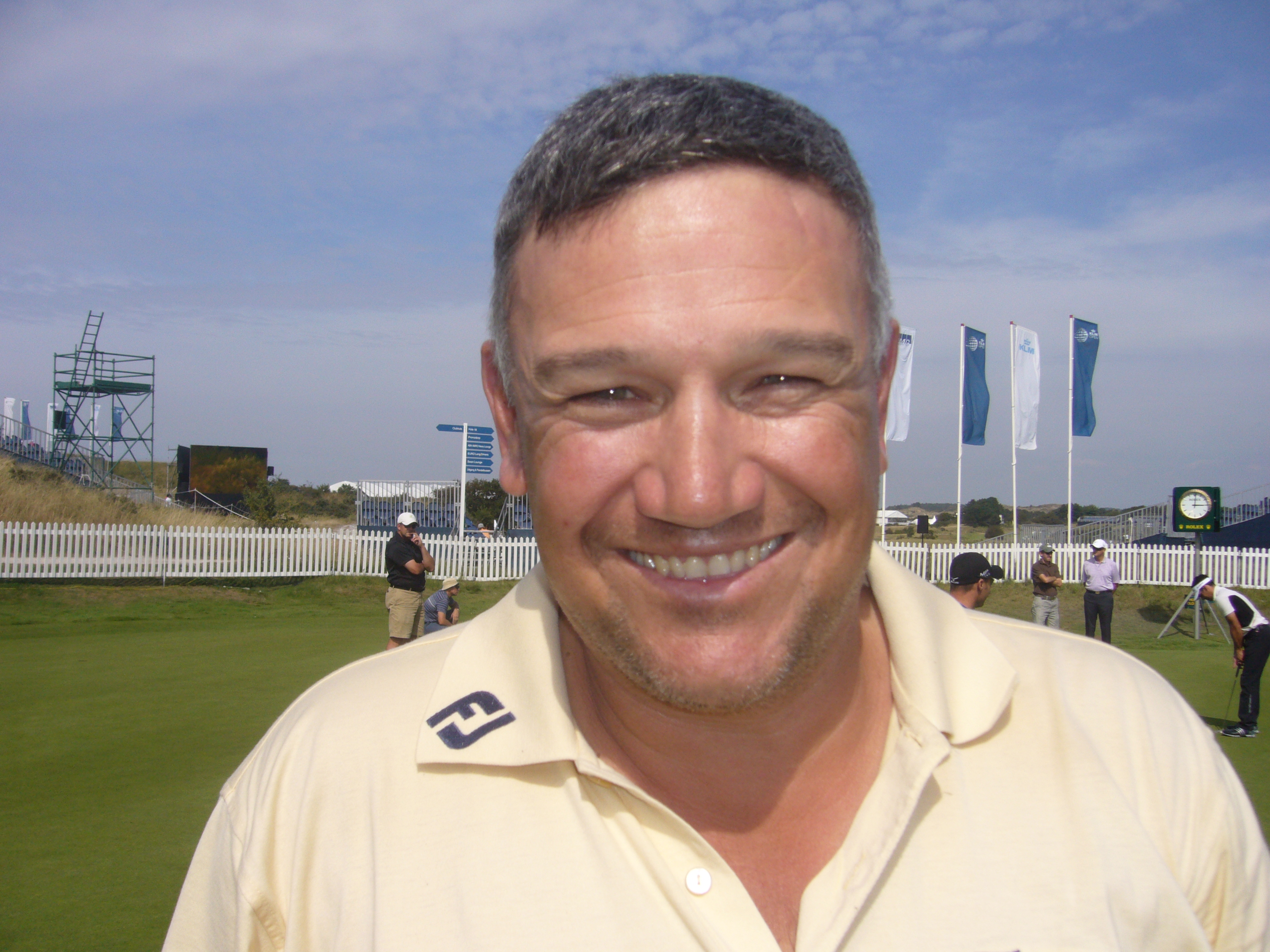
Op het KLM Open 2009

## Amateur
In 1986 bekroont O'Malley zijn amateurscarrière met het winnen van drie amateurskampioenschappen:
- Australisch Amateur Jeugd
- Nieuw-Zeeland Amateur Kampioenschap.
- Lake Macquarie Amateur

## Professional
In 1987 werd O'Malley professional en ging de Australasia PGA Tour spelen. Hij werd Rookie of the Year. In 1989 verscheen hij op de Europese PGA Tour en sindsdien heeft hij altijd zijn spelerskaart behouden. In 1995 kwam hij op de 10de plaats van de Order of Merit.
In 1992, 1993 en 1994 speelde hij het Heineken Dutch Open en later nog een paar keer het TNT Dutch Open. In 2009 speelde hij op de Kennemer. Zijn beste finish in Nederland is de 10de plaats in 1994 geweest.

## Gewonnen
Australaziatische Tour
- 1995: AMP-Air New Zealand Open
- 1998: Canon Challenge
- 2005: ING New Zealand PGA Championship
- 2010: New South Wales Open

Nationwide Tour
- 2002: Holden Clearwater Classic ( Nationwide Tour)
- 2005: ING New Zealand PGA Championship

Europese Tour
- 1992: Bell's Scottish Open
- 1995: Benson & Hedges International Open
- 2001: The Compass Group English Open

Zijn eerste professionele overwinning is ook de meest opzienbarende geweest. Hij won het toernooi door de laatste vijf holes zeven slagen onder de baan te spelen.
O'Malley woont met zijn vrouw en hun twee kinderen in Sydney en in Sunningdale.